# Gnonkourakali
Gnonkourakali est l'un des sept arrondissements de la commune de Nikki dans le département du Borgou au Bénin.

## Géographie
L'arrondissement de Gnonkourakali est situé au nord-est du Bénin et compte 7 villages que sont Gbari, Gnonkourakali, Guinrou, Guinrou Peulh, Guema, Soubo et Woroumagassarou.

## Démographie
Selon le recensement de la population de 2013 conduit par l'Institut national de la statistique et de l'analyse économique (INSAE), Gnonkourakali compte 13825 habitants  .